# سیارک ۹۱۲۳
سیارک ۹۱۲۳ (به انگلیسی: 9123 Yoshiko، نامگذاری:1998FQ11) نه هزار و صد و بیست و سومین سیارک کشف شده‌است که در ۲۴ مارس ۱۹۹۸ کشف شد.
قدر مطلق سیارک برابر ۲۱.۴ است.